# Cerodontha caudata
Cerodontha caudata este o specie de muște din genul Cerodontha, familia Agromyzidae, descrisă de Zlobin în anul 1986.
Este endemică în Tadzhikistan. Conform Catalogue of Life specia Cerodontha caudata nu are subspecii cunoscute.